# Karine Lalieux
Karine Lalieux (Anderlecht, 4 mei 1964) is een Belgisch politica voor de PS.

## Levensloop
Lalieux studeerde in 1987 af als licentiate in de criminologie aan de Université libre de Bruxelles. Van 1988 tot 1998 werkte ze aan deze universiteit als onderzoekster en lector.
Ze werd politiek actief voor de PS en nam namens de partij voor het eerst deel aan de federale verkiezingen van juni 1999 als eerste opvolger op de kieslijst in de kieskring Brussel-Halle-Vilvoorde. Na deze verkiezingen was ze van 1999 tot 2000 adjunct-kabinetschef van de Brusselse minister Eric Tomas. 
Op 27 april 2000 volgde Lalieux Charles Picqué op als lid van de Kamer van volksvertegenwoordigers, waar ze bleef zetelen tot aan de federale verkiezingen van mei 2019. In de Kamer zetelde ze onder meer in de commissies Economische Zaken, Justitie, Herziening van de Grondwet en was ze van 2014 tot 2019 voorzitter van de commissie Infrastructuur, Verkeer en Overheidsbedrijven. Ze zette ze zich in tegen sociale uitsluiting en ijverde ze onder andere voor universele bankdiensten, financiële regelgeving, invoering van een belasting op internationale monetaire transacties (de Tobintaks), toegankelijke huisvesting, verdediging van de openbare diensten, een sociaal energiebeleid en de rechten van vreemdelingen. Bij de verkiezingen van mei 2019 was ze lijstduwer op de Brusselse Kamerlijst van de PS, maar ze werd niet herkozen.
In oktober 2000 werd ze eveneens verkozen tot gemeenteraadslid van Brussel. Na de gemeenteraadsverkiezingen van 2006 werd Lalieux in december van datzelfde jaar benoemd tot schepen van Openbare Netheid en Informatica, een functie die ze uitoefende tot eind 2018. Eind 2012 ruilde ze de bevoegdheid Informatica in voor Communicatie en vanaf 2017 was ze tevens belast met Toerisme en Grote Evenementen. Nadien was Lalieux van december 2018 tot oktober 2020 OCMW-voorzitter van de stad, een functie waaruit ze ontslag nam om minister te worden. Sindsdien zetelt ze enkel nog als gemeenteraadslid.
In oktober 2020 werd Karine Lalieux minister van Pensioenen, Sociale Integratie, Armoedebestrijding, Personen met een handicap en Beliris in de federale regering-De Croo. Ze bleef minister tot aan de vorming van de regering-De Wever in februari 2025.
Bij de Brusselse gewestverkiezingen van juni 2024 werd Lalieux verkozen in het Brussels Hoofdstedelijk Parlement. Als ontslagnemend minister in de federale regering diende ze zich echter meteen na haar eedaflegging te laten vervangen. Na afloop van haar ministerschap in februari 2025 ging ze effectief zetelen in dit parlement.
Bovendien werd Lalieux benoemd tot officier in de Leopoldsorde.